# Cyril John Stracey
Cyril John Stracey fue un diplomático indio.
Él era uno de los 11 hijos de Ethel y Dan Stracey, un oficial forestal de distrito.
Al igual que sus dos hermanos mayores fue educado en el St. Joseph's College, Bangalore.
- En 1935 se clasificó a través de la entonces muy selectivo prueba de toda la India para el ingreso a la Rashtriya Indian Military College.
- En 1938 entró al Ejército Indio Británico.
- De 1942 a 1944 fue coronel del Ejército Nacional Indio.
- En 1945 dirijo en Singapur la construcción de un obelisco de mármol de 25 pies de altura, como monument a Subhas Chandra Bose.
- A principios de septiembre en su re-ocupación de Singapur, las tropas británicas lo volaron.[1]
- En 1947 fue secretario ejecutivo de la I.N.A. Comité de Socorro.
- En 1948 Ingresó al en:Indian Foreign Service.
- En 1952 fue segundo secretario de embajada en Bonn.
- En 1963 fue enviado en París.
- En 1964 fue Encargado de negocios en La Haya.
- De 15 de mayo de 1965 a 02 de junio de 1968 fue embajador en Antananarivo (República Democrática de Madagascar).
- De 1969 a 1972 fue embajador en Helsinki (Finlandia).
- En 1973 fue retirado.[2]